# Jakow Gilelewitsch Panowko
Jakow Gilelewitsch Panowko (russisch Яков Гилелевич Пановко, wiss. Transliteration Jakov Gilelevič Panovko; * 16.jul. / 1. März 1913greg. in Kobrin; † 30. April 2002 in Berlin) war ein russischer Physiker, der in den Bereichen theoretische und angewandte Mechanik als Professor tätig war.
Seit 1943 lehrte Jakow Panowko an der Leningrader Militärakademie für Luftfahrt, an der er Ende 1944 am Lehrstuhl für Konstruktion und Festigkeit von Flugzeugen zum Professor ernannt wurde.
Über 15 Jahre seiner Tätigkeit seit 1950 leitete er Lehrstühle mehrerer Hochschulen Rigas (lettische Staatliche Universität 1950–1958, polytechnisches Institut Rigas 1958–1963, Institut für zivile Luftfahrt Rigas 1963–1964). Seit 1958 ist Panowko Mitglied der Akademie der Wissenschaften Lettlands und seit 1992 Akademiker.
In den Jahren 1964–1984 leitete Professor Panowko den Lehrstuhl für theoretische Mechanik der Leningrader Universität für Schiffbau (Leningrad Shipbuilding Institute (LSI), heute State Marine Technical University of St. Petersburg (MTU)). Danach arbeitete er noch für acht Jahre als Professor am Lehrstuhl. Professor Ja. Panowko war vorsitzender der staatlichen Prüfungskommission am Lehrstuhl für "Mechanik und Prozesssteuerung", welche von Herrn Prosessor A.I. Lurie an der Polytechnischen Universität St. Petersburgs geleitet wurde.

## Wissenschaftliche Veröffentlichungen
- Ilja Blechman, Anatolij D. Myskis, Jakov G. Panovko: Angewandte Mathematik. Gegenstand, Logik, Besonderheiten ISBN 3-326-00277-7, ISBN 978-3-326-00277-4 DNB 850146275
- Ya. G. Panovko: Elements of the applied theory of elastic vibration. Nauka, Moskow 1990
- Ya. G. Panovko, I. I. Gubanova: Stability and oscillations of elastic systems: Paradoxes, fallacies, and new concepts. KomKniga, Moscow 2007 ISBN 978-5-484-00857-5, ISBN 5-484-00857-3